# Phytodietus antennator
Phytodietus antennator là một loài tò vò trong họ Ichneumonidae.